# Taça de Ouro 1980
Die Taça de Ouro 1980 war die 24. Spielzeit der brasilianischen Fußballmeisterschaft.

## Saisonverlauf
Der Wettbewerb startete am 23. Februar 1980 in seine neue Saison und endete am 1. Juli 1980. Die Meisterschaft wurde vom nationalen Verband CBF ausgerichtet. Am Ende der Saison konnte der CR Flamengo aus Rio de Janeiro seinen ersten Titel feiern.
Nach der Saison wurden wie jedes Jahr Auszeichnungen an die besten Spieler des Jahres vergeben. Der „Goldene Ball“, vergeben von der Sportzeitschrift Placar, ging an Toninho Cerezo von Atlético Mineiro. Torschützenkönig wurde mit 21 Treffern Zico.

### Teilnehmer
Als Teilnehmer wurden zunächst festgelegt die 40 besten Mannschaften der Staatsmeisterschaften. Vervollständigt wurde die Runde mit den besten vier Mannschaften des Taça de Prata (zweite Liga) 1980, welche aber erst in der zweiten Runde des Wettbewerbs antraten.
7 Teilnehmer aus der Staatsmeisterschaft von São Paulo:
- SC Corinthians
- Guarani FC
- SE Palmeiras
- AA Ponte Preta
- Associação Portuguesa de Desportos
- FC Santos
- FC São Paulo

5 Teilnehmer aus der Staatsmeisterschaft von Rio de Janeiro
- America FC (RJ)
- Botafogo FR
- CR Flamengo
- Fluminense FC
- CR Vasco da Gama

3 Teilnehmer aus der Staatsmeisterschaft von Rio Grande do Sul
- Grêmio FBPA
- SC Internacional
- SC São Paulo

2 Teilnehmer aus der Staatsmeisterschaft von Bahia
- EC Bahia
- EC Vitória

2 Teilnehmer aus der Staatsmeisterschaft von Ceará
- Ceará SC
- Ferroviário AC (CE)

2 Teilnehmer aus der Staatsmeisterschaft von Goiás
- Atlético Goianiense
- Vila Nova FC

2 Teilnehmer aus der Staatsmeisterschaft von Minas Gerais
- Atlético Mineiro
- Cruzeiro EC

2 Teilnehmer aus der Staatsmeisterschaft von Paraná
- Colorado EC
- Coritiba FC

2 Teilnehmer aus der Staatsmeisterschaft von Pernambuco
- Náutico Capibaribe
- Santa Cruz FC

1 Teilnehmer aus der Staatsmeisterschaft von Alagoas
- Clube de Regatas Brasil

1 Teilnehmer aus der Staatsmeisterschaft von Amazonas
- Nacional FC (AM)

1 Teilnehmer aus der Distriktmeisterschaft von Brasília
- SE Gama

1 Teilnehmer aus der Staatsmeisterschaft von Espírito Santo
- Associação Desportiva Ferroviária Vale do Rio Doce

1 Teilnehmer aus der Staatsmeisterschaft von Maranhão
- Maranhão AC

;1 Teilnehmer aus der Staatsmeisterschaft von Mato Grosso
- Mixto EC

1 Teilnehmer aus der Staatsmeisterschaft von Mato Grosso do Sul
- Operário FC (MS)

1 Teilnehmer aus der Staatsmeisterschaft von Pará
- Clube do Remo

1 Teilnehmer aus der Staatsmeisterschaft von Paraíba
- Botafogo FC (PB)

1 Teilnehmer aus der Staatsmeisterschaft von Piauí
- EC Flamengo (PI)

1 Teilnehmer aus der Staatsmeisterschaft von Rio Grande do Norte
- América FC (RN)

1 Teilnehmer aus der Staatsmeisterschaft von Santa Catarina
- Joinville EC

1 Teilnehmer aus der Staatsmeisterschaft von Sergipe
- AO Itabaiana

Vier Teilnehmer aus Taça de Prata 1980
- América FC (SP)
- Americano FC (RJ)
- Bangu AC
- Sport Recife

### Modus
1. Runde:
In den Gruppen A bis D spielten die Mannschaften in Gruppen zu zehnt mit jeweils nur einem Spiel gegeneinander. Die besten sieben einer Gruppe zogen direkt in die nächste Runde ein.
2. Runde:
In den Gruppen E bis L spielten die Mannschaften in Gruppen zu viert mit Hin- und Rückrunde. Die besten zwei einer Gruppe zogen in die dritte Runde ein.
3. Runde:
In den Gruppen M bis P spielten die Mannschaften in Gruppen zu viert mit jeweils nur einem Spiel gegeneinander. Der jeweilige Gruppensieger zog ins Halbfinale ein.
Gesamttabelle:
Aus den Ergebnissen aller Spiele wurde eine Gesamttabelle gebildet. Diese wird vom nationalen Verband zur Berechnung der ewigen Bestenliste genutzt.

## 1. Runde

### Gruppe A
| Pl. | Verein                  | Sp. | S | U | N | Tore    | Diff. | Punkte |
| --- | ----------------------- | --- | - | - | - | ------- | ----- | ------ |
| 1.  | SC Corinthians          | 9   | 7 | 1 | 1 | 018:800 | +10   | 15     |
| 2.  | Botafogo FR             | 9   | 4 | 2 | 3 | 016:100 | +6    | 10     |
| 3.  | Colorado EC             | 9   | 4 | 2 | 3 | 009:100 | −1    | 10     |
| 4.  | Clube do Remo           | 9   | 4 | 2 | 3 | 006:800 | −2    | 10     |
| 5.  | Cruzeiro EC             | 9   | 3 | 4 | 2 | 009:900 | ±0    | 10     |
| 6.  | Joinville EC            | 9   | 3 | 3 | 3 | 015:900 | +6    | 09     |
| 7.  | EC Bahia                | 9   | 3 | 2 | 4 | 010:900 | +1    | 08     |
| 8.  | Operário FC (MS)        | 9   | 3 | 2 | 4 | 008:120 | −4    | 08     |
| 9.  | Clube de Regatas Brasil | 9   | 2 | 1 | 6 | 009:130 | −4    | 05     |
| 10. | Portuguesa              | 9   | 2 | 1 | 6 | 007:190 | −12   | 05     |

### Gruppe B
Am fünften Spieltag in der Gruppe ging das Spiel zwischen Vila Nova FC und EC Vitória ursprünglich 1:0 für Vila Nova aus. Dieses setzen aber einen irregulären Spieler ein, woraufhin das Spiel mit 0:1 gewertet wurde.
| Pl. | Verein                       | Sp. | S | U | N | Tore    | Diff. | Punkte |
| --- | ---------------------------- | --- | - | - | - | ------- | ----- | ------ |
| 1.  | Atlético Mineiro             | 9   | 7 | 1 | 1 | 022:700 | +15   | 15     |
| 2.  | Fluminense FC                | 9   | 4 | 4 | 1 | 018:100 | +8    | 12     |
| 3.  | SE Palmeiras                 | 9   | 4 | 3 | 2 | 016:700 | +9    | 11     |
| 4.  | Ceará SC                     | 9   | 3 | 3 | 3 | 013:110 | +2    | 09     |
| 5.  | Guarani FC                   | 9   | 3 | 3 | 3 | 009:700 | +2    | 09     |
| 6.  | EC Vitória                   | 9   | 3 | 3 | 3 | 016:170 | −1    | 09     |
| 7.  | Ferroviária Vale do Rio Doce | 9   | 3 | 2 | 4 | 010:140 | −4    | 08     |
| 8.  | América FC (RN)              | 9   | 1 | 5 | 3 | 006:180 | −12   | 07     |
| 9.  | Vila Nova FC                 | 9   | 2 | 2 | 5 | 005:150 | −10   | 06     |
| 10. | EC Flamengo (PI)             | 9   | 1 | 2 | 6 | 009:180 | −9    | 04     |

### Gruppe C
| Pl. | Verein               | Sp. | S | U | N | Tore    | Diff. | Punkte |
| --- | -------------------- | --- | - | - | - | ------- | ----- | ------ |
| 1.  | FC Santos            | 9   | 7 | 1 | 1 | 017:500 | +12   | 15     |
| 2.  | CR Flamengo          | 9   | 5 | 3 | 1 | 016:700 | +9    | 13     |
| 3.  | Botafogo FC (PB)     | 9   | 5 | 1 | 3 | 014:160 | −2    | 11     |
| 4.  | SC Internacional (M) | 9   | 5 | 0 | 4 | 013:100 | +3    | 10     |
| 5.  | AA Ponte Preta       | 9   | 4 | 2 | 3 | 020:110 | +9    | 10     |
| 6.  | Ferroviário AC (CE)  | 9   | 2 | 4 | 3 | 009:100 | −1    | 08     |
| 7.  | Náutico Capibaribe   | 9   | 2 | 3 | 4 | 012:170 | −5    | 07     |
| 8.  | AO Itabaiana         | 9   | 3 | 0 | 6 | 010:220 | −12   | 06     |
| 9.  | Mixto EC             | 9   | 2 | 1 | 6 | 011:180 | −7    | 05     |
| 10. | SC São Paulo         | 9   | 1 | 3 | 5 | 006:150 | −9    | 05     |

| (M) | Meister des Vorjahres |

### Gruppe D
| Pl. | Verein              | Sp. | S | U | N | Tore    | Diff. | Punkte |
| --- | ------------------- | --- | - | - | - | ------- | ----- | ------ |
| 1.  | Coritiba FC         | 9   | 5 | 2 | 2 | 016:110 | +5    | 12     |
| 2.  | Grêmio FBPA         | 9   | 4 | 4 | 1 | 018:800 | +10   | 12     |
| 3.  | FC São Paulo        | 9   | 4 | 4 | 1 | 017:100 | +7    | 12     |
| 4.  | CR Vasco da Gama    | 9   | 5 | 1 | 3 | 012:700 | +5    | 11     |
| 5.  | Santa Cruz FC       | 9   | 4 | 3 | 2 | 012:100 | +2    | 11     |
| 6.  | Atlético Goianiense | 9   | 3 | 5 | 1 | 011:700 | +4    | 11     |
| 7.  | America FC (RJ)     | 9   | 2 | 2 | 5 | 009:110 | −2    | 06     |
| 8.  | SE Gama             | 9   | 1 | 4 | 4 | 009:180 | −9    | 06     |
| 9.  | Nacional FC (AM)    | 9   | 1 | 3 | 5 | 004:150 | −11   | 05     |
| 10. | Maranhão AC         | 9   | 0 | 4 | 5 | 003:140 | −11   | 04     |

## 2. Runde
Neben den direkt qualifizierten Mannschaften, vervollständigen die vier Teilnehmer aus Taça de Prata 1980 das Feld: América FC (SP), Americano FC (RJ), Bangu AC, Sport Recife.

### Gruppe E
| Pl. | Verein             | Sp. | S | U | N | Tore    | Diff. | Punkte |
| --- | ------------------ | --- | - | - | - | ------- | ----- | ------ |
| 1.  | CR Vasco da Gama   | 6   | 4 | 2 | 0 | 016:500 | +11   | 10     |
| 2.  | SC Corinthians     | 6   | 4 | 1 | 1 | 016:900 | +7    | 09     |
| 3.  | Náutico Capibaribe | 6   | 1 | 1 | 4 | 005:900 | −4    | 03     |
| 4.  | EC Vitória         | 6   | 1 | 0 | 5 | 003:200 | −17   | 02     |

### Gruppe F
| Pl. | Verein            | Sp. | S | U | N | Tore    | Diff. | Punkte |
| --- | ----------------- | --- | - | - | - | ------- | ----- | ------ |
| 1.  | FC São Paulo      | 6   | 3 | 3 | 0 | 015:800 | +7    | 09     |
| 2.  | Botafogo FR       | 6   | 3 | 1 | 2 | 011:900 | +2    | 07     |
| 3.  | Ceará SC          | 6   | 1 | 2 | 3 | 007:110 | −4    | 04     |
| 4.  | Americano FC (RJ) | 6   | 1 | 2 | 3 | 002:700 | −5    | 04     |

### Gruppe G
| Pl. | Verein              | Sp. | S | U | N | Tore    | Diff. | Punkte |
| --- | ------------------- | --- | - | - | - | ------- | ----- | ------ |
| 1.  | SC Internacional    | 6   | 5 | 0 | 1 | 019:600 | +13   | 10     |
| 2.  | Atlético Mineiro    | 6   | 5 | 0 | 1 | 015:500 | +10   | 10     |
| 3.  | Atlético Goianiense | 6   | 1 | 0 | 5 | 005:160 | −11   | 02     |
| 4.  | EC Bahia            | 6   | 1 | 0 | 5 | 005:170 | −12   | 02     |

| (M) | Meister des Vorjahres |

### Gruppe H
| Pl. | Verein           | Sp. | S | U | N | Tore    | Diff. | Punkte |
| --- | ---------------- | --- | - | - | - | ------- | ----- | ------ |
| 1.  | Cruzeiro EC      | 6   | 4 | 2 | 0 | 010:300 | +7    | 10     |
| 2.  | Fluminense FC    | 6   | 2 | 3 | 1 | 009:600 | +3    | 07     |
| 3.  | Sport Recife     | 6   | 1 | 2 | 3 | 005:800 | −3    | 04     |
| 4.  | Botafogo FC (PB) | 6   | 0 | 3 | 3 | 004:120 | −8    | 03     |

### Gruppe I
Aufgrund der Punkt- und Torgleichheit gab es eine Entscheidungsspiel um Platz zwei und drei. Dieses konnte der Guarani FC mit 3:2 für sich entscheiden.
| Pl. | Verein          | Sp. | S | U | N | Tore    | Diff. | Punkte |
| --- | --------------- | --- | - | - | - | ------- | ----- | ------ |
| 1.  | FC Santos       | 6   | 3 | 1 | 2 | 009:500 | +4    | 07     |
| 2.  | Guarani FC      | 6   | 2 | 2 | 2 | 005:600 | −1    | 06     |
| 3.  | America FC (RJ) | 6   | 2 | 2 | 2 | 005:600 | −1    | 06     |
| 4.  | Joinville EC    | 6   | 1 | 3 | 2 | 005:700 | −2    | 05     |

### Gruppe J
| Pl. | Verein        | Sp. | S | U | N | Tore    | Diff. | Punkte |
| --- | ------------- | --- | - | - | - | ------- | ----- | ------ |
| 1.  | CR Flamengo   | 6   | 4 | 2 | 0 | 015:600 | +9    | 10     |
| 2.  | SE Palmeiras  | 6   | 2 | 2 | 2 | 010:130 | −3    | 06     |
| 3.  | Santa Cruz FC | 6   | 1 | 3 | 2 | 008:700 | +1    | 05     |
| 4.  | Bangu AC      | 6   | 1 | 1 | 4 | 006:130 | −7    | 03     |

### Gruppe K
| Pl. | Verein                       | Sp. | S | U | N | Tore    | Diff. | Punkte |
| --- | ---------------------------- | --- | - | - | - | ------- | ----- | ------ |
| 1.  | Coritiba FC                  | 6   | 4 | 2 | 0 | 017:300 | +14   | 10     |
| 2.  | Ferroviária Vale do Rio Doce | 6   | 3 | 1 | 2 | 008:140 | −6    | 07     |
| 3.  | Clube do Remo                | 6   | 2 | 1 | 3 | 008:600 | +2    | 05     |
| 4.  | Ferroviário AC (CE)          | 6   | 0 | 2 | 4 | 004:140 | −10   | 02     |

### Gruppe L
| Pl. | Verein          | Sp. | S | U | N | Tore    | Diff. | Punkte |
| --- | --------------- | --- | - | - | - | ------- | ----- | ------ |
| 1.  | Grêmio FBPA     | 6   | 5 | 0 | 1 | 013:500 | +8    | 10     |
| 2.  | AA Ponte Preta  | 6   | 4 | 0 | 2 | 008:600 | +2    | 08     |
| 3.  | Colorado EC     | 6   | 2 | 0 | 4 | 009:700 | +2    | 04     |
| 4.  | América FC (SP) | 6   | 1 | 0 | 5 | 006:180 | −12   | 02     |

## 3. Runde

### Gruppe M
| Pl. | Verein           | Sp. | S | U | N | Tore    | Diff. | Punkte |
| --- | ---------------- | --- | - | - | - | ------- | ----- | ------ |
| 1.  | Atlético Mineiro | 3   | 1 | 2 | 0 | 002:000 | +2    | 04     |
| 2.  | CR Vasco da Gama | 3   | 1 | 2 | 0 | 003:200 | +1    | 04     |
| 3.  | FC São Paulo     | 3   | 1 | 1 | 1 | 004:400 | ±0    | 03     |
| 4.  | Fluminense FC    | 3   | 0 | 1 | 2 | 003:600 | −3    | 01     |

### Gruppe N
| Pl. | Verein           | Sp. | S | U | N | Tore    | Diff. | Punkte |
| --- | ---------------- | --- | - | - | - | ------- | ----- | ------ |
| 1.  | SC Internacional | 3   | 3 | 0 | 0 | 005:200 | +3    | 06     |
| 2.  | Guarani FC       | 3   | 1 | 1 | 1 | 003:200 | +1    | 03     |
| 3.  | SE Palmeiras     | 3   | 0 | 2 | 1 | 001:200 | −1    | 02     |
| 4.  | Cruzeiro EC      | 3   | 0 | 1 | 2 | 000:300 | −3    | 01     |

| (M) | Meister des Vorjahres |

### Gruppe O
| Pl. | Verein                       | Sp. | S | U | N | Tore    | Diff. | Punkte |
| --- | ---------------------------- | --- | - | - | - | ------- | ----- | ------ |
| 1.  | CR Flamengo                  | 3   | 2 | 1 | 0 | 006:100 | +5    | 05     |
| 2.  | FC Santos                    | 3   | 1 | 1 | 1 | 003:200 | +1    | 03     |
| 3.  | Ferroviária Vale do Rio Doce | 3   | 1 | 1 | 1 | 002:400 | −2    | 03     |
| 4.  | AA Ponte Preta               | 3   | 0 | 1 | 2 | 002:600 | −4    | 01     |

### Gruppe P
| Pl. | Verein         | Sp. | S | U | N | Tore    | Diff. | Punkte |
| --- | -------------- | --- | - | - | - | ------- | ----- | ------ |
| 1.  | Coritiba FC    | 3   | 2 | 0 | 1 | 002:100 | +1    | 04     |
| 2.  | Grêmio FBPA    | 3   | 2 | 0 | 1 | 002:500 | −3    | 04     |
| 3.  | SC Corinthians | 3   | 1 | 1 | 1 | 006:200 | +4    | 03     |
| 4.  | Botafogo FR    | 3   | 0 | 1 | 2 | 001:300 | −2    | 01     |

## Halbfinale
|                  | Gesamt |                  | Hinspiel | Rückspiel |
| ---------------- | ------ | ---------------- | -------- | --------- |
| Atlético Mineiro | 4:1    | SC Internacional | 1:1      | 3:0       |
| Coritiba FC      | 5:6    | CR Flamengo      | 0:2      | 3:4       |

## Finale
Nach Gleichstand in Hin- und Rückstand in beiden Finals, wurde aufgrund der besseren Performance im Halbfinale der CR Flamengo zum Meister erklärt.

### Hinspiel
| Atlético Mineiro                                                    | Atlético Mineiro | CR Flamengo | CR Flamengo |
| ------------------------------------------------------------------- | --- | --- | ----------- |
| Atlético Mineiro                                                    | \| 28. Mai 1980 in Belo Horizonte (Estádio Governador Magalhães Pinto) \| \| Ergebnis: 1:0 (0:0) \| \| Zuschauer: 90.028 \| \| Schiedsrichter: Romualdo Arppi Filho \|                  | \| 28. Mai 1980 in Belo Horizonte (Estádio Governador Magalhães Pinto) \| \| Ergebnis: 1:0 (0:0) \| \| Zuschauer: 90.028 \| \| Schiedsrichter: Romualdo Arppi Filho \|             | CR Flamengo |
| Atlético Mineiro                                                    | João Leite, Orlando (Marcus Vinícius), Osmar Guarnelli, Luizinho, Jorge Valença, Chicão, Toninho Cerezo, Palhinha, Pedrinho Gaúcho, Reinaldo, Éder Aleixo Cheftrainer: Procópio Cardoso | Raul Plassmann, Carlos Alberto, Rondinelli (Nélson), Marinho, Júnior, Andrade, Carpegiani, Tita, Reinaldo Gueldini, Nunes, Carlos Henrique (Anselmo) Cheftrainer: Cláudio Coutinho | CR Flamengo |
| Atlético Mineiro                                                    | 1:0 Reinaldo (55.) | | CR Flamengo |
| 28. Mai 1980 in Belo Horizonte (Estádio Governador Magalhães Pinto) | | |             |
| Ergebnis: 1:0 (0:0)                                                 | | |             |
| Zuschauer: 90.028                                                   | | |             |
| Schiedsrichter: Romualdo Arppi Filho                                | | |             |

### Rückspiel
| CR Flamengo                               | CR Flamengo | Atlético Mineiro | Atlético Mineiro |
| ----------------------------------------- | --- | --- | ---------------- |
| CR Flamengo                               | \| 1. Juni 1980 in Rio de Janeiro (Maracanã) \| \| Ergebnis: 3:2 (2:1) \| \| Zuschauer: 154.355 \| \| Schiedsrichter: José de Assis Aragão \|                   | \| 1. Juni 1980 in Rio de Janeiro (Maracanã) \| \| Ergebnis: 3:2 (2:1) \| \| Zuschauer: 154.355 \| \| Schiedsrichter: José de Assis Aragão \|                                               | Atlético Mineiro |
| CR Flamengo                               | Raul Plassmann, Toninho, Manguito, Marinho, Júnior, Andrade, Carpegiani (Adílio), Zico, Tita, Nunes, Júlio César (Carlos Alberto) Cheftrainer: Cláudio Coutinho | João Leite, Orlando (Silvestre), Osmar Guarnelli, Luizinho (Geraldo), Jorge Valença, Chicão, Toninho Cerezo, Palhinha, Pedrinho Gaúcho, Reinaldo, Éder Aleixo Cheftrainer: Procópio Cardoso | Atlético Mineiro |
| CR Flamengo                               | 1:0 Nunes (7.) 2:1 Zico (44.) 3:2 Nunes (82.) | 1:1 Reinaldo (8.) 2:2 Reinaldo (66.) | Atlético Mineiro |
| CR Flamengo                               | Reinaldo (69.), Chicão (87.), Palhinha (87.) | | Atlético Mineiro |
| 1. Juni 1980 in Rio de Janeiro (Maracanã) | | |                  |
| Ergebnis: 3:2 (2:1)                       | | |                  |
| Zuschauer: 154.355                        | | |                  |
| Schiedsrichter: José de Assis Aragão      | | |                  |

## Torschützenliste
| Pl. | Nat.        | Spieler          | Verein        | Tore    |
| --- | ----------- | ---------------- | ------------- | ------- |
| 1   | Brasilianer | Zico             | Flamengo      | 21 Tore |
| 2   | Brasilianer | Baltazar         | Sport         | 14 Tore |
| 2   | Brasilianer | Bira Brutto      | Internacional | 14 Tore |
| 4   | Brasilianer | Sócrates         | Corinthians   | 13 Tore |
| 5   | Brasilianer | Serginho Chulapa | FC São Paulo  | 12 Tore |

## Abschlusstabelle
Die Tabelle diente lediglich zur Feststellung der Platzierung der einzelnen Mannschaften in der Saison. Sie setzt sich zusammen aus allen ausgetragenen Spielen. In der Sortierung hat das Erreichen der jeweiligen Finalphase Vorrang vor den erzielten Punkten. Das Entscheidungsspiel aus der Gruppe I fand keine Berücksichtigung.
| Pl. | Verein                       | Sp. | S  | U | N | Tore    | Diff. | Punkte |
| --- | ---------------------------- | --- | -- | - | - | ------- | ----- | ------ |
| 1.  | CR Flamengo                  | 22  | 14 | 6 | 2 | 046:200 | +26   | 34     |
| 2.  | Atlético Mineiro             | 22  | 15 | 4 | 3 | 046:160 | +30   | 34     |
| 3.  | SC Internacional (M)         | 20  | 13 | 1 | 6 | 038:220 | +16   | 27     |
| 4.  | Coritiba FC                  | 20  | 11 | 4 | 5 | 038:210 | +17   | 26     |
| 5.  | SC Corinthians               | 18  | 12 | 3 | 3 | 043:190 | +24   | 27     |
| 6.  | Grêmio FBPA                  | 18  | 11 | 4 | 3 | 033:180 | +15   | 26     |
| 7.  | FC Santos                    | 17  | 11 | 2 | 4 | 029:120 | +17   | 24     |
| 8.  | CR Vasco da Gama             | 18  | 10 | 5 | 3 | 031:140 | +17   | 25     |
| 9.  | FC São Paulo                 | 18  | 8  | 8 | 2 | 036:220 | +14   | 24     |
| 10. | Cruzeiro EC                  | 18  | 7  | 7 | 4 | 019:140 | +5    | 21     |
| 11. | Fluminense FC                | 18  | 6  | 8 | 4 | 030:220 | +8    | 20     |
| 12. | AA Ponte Preta               | 18  | 8  | 3 | 7 | 030:130 | +17   | 19     |
| 13. | SE Palmeiras                 | 18  | 6  | 7 | 5 | 027:220 | +5    | 19     |
| 14. | Botafogo FR                  | 18  | 7  | 4 | 7 | 028:220 | +6    | 18     |
| 15. | Ferroviária Vale do Rio Doce | 18  | 7  | 4 | 7 | 020:320 | −12   | 18     |
| 16. | Guarani FC                   | 18  | 6  | 6 | 6 | 017:150 | +2    | 18     |
| 17. | Santa Cruz FC                | 15  | 5  | 6 | 4 | 020:170 | +3    | 16     |
| 18. | Clube do Remo                | 15  | 6  | 3 | 6 | 014:140 | ±0    | 15     |
| 19. | Colorado EC                  | 15  | 6  | 2 | 7 | 018:170 | +1    | 14     |
| 20. | Botafogo FC (PB)             | 15  | 5  | 4 | 6 | 018:280 | −10   | 14     |
| 21. | Joinville EC                 | 15  | 4  | 6 | 5 | 020:160 | +4    | 14     |
| 22. | Ceará SC                     | 15  | 4  | 5 | 6 | 020:220 | −2    | 13     |
| 23. | Atlético Goianiense          | 15  | 4  | 5 | 6 | 016:230 | −7    | 13     |
| 24. | America FC (RJ)              | 15  | 4  | 4 | 7 | 014:170 | −3    | 12     |
| 25. | EC Vitória                   | 15  | 4  | 3 | 8 | 019:370 | −18   | 11     |
| 26. | EC Bahia                     | 15  | 4  | 2 | 9 | 015:260 | −11   | 10     |
| 27. | Náutico Capibaribe           | 15  | 3  | 4 | 8 | 017:230 | −6    | 10     |
| 28. | Ferroviário AC (CE)          | 15  | 2  | 6 | 7 | 013:240 | −11   | 10     |
| 29. | Sport Recife                 | 6   | 1  | 2 | 3 | 005:800 | −3    | 04     |
| 30. | Americano FC (RJ)            | 6   | 1  | 2 | 3 | 002:700 | −5    | 04     |
| 31. | Bangu AC                     | 6   | 1  | 1 | 4 | 006:130 | −7    | 03     |
| 32. | América FC (SP)              | 6   | 1  | 0 | 5 | 006:180 | −12   | 02     |
| 33. | Operário FC (MS)             | 9   | 3  | 2 | 4 | 008:120 | −4    | 08     |
| 34. | América FC (RN)              | 9   | 1  | 5 | 3 | 006:180 | −12   | 07     |
| 35. | AO Itabaiana                 | 9   | 3  | 0 | 6 | 010:220 | −12   | 06     |
| 36. | Vila Nova FC                 | 9   | 2  | 2 | 5 | 005:150 | −10   | 06     |
| 37. | SE Gama                      | 9   | 1  | 4 | 4 | 009:180 | −9    | 06     |
| 38. | Clube de Regatas Brasil      | 9   | 2  | 1 | 6 | 009:130 | −4    | 05     |
| 39. | Mixto EC                     | 9   | 2  | 1 | 6 | 011:180 | −7    | 05     |
| 40. | Portuguesa                   | 9   | 2  | 1 | 6 | 007:190 | −12   | 05     |
| 41. | SC São Paulo                 | 9   | 1  | 3 | 5 | 006:150 | −9    | 05     |
| 42. | Nacional FC (AM)             | 9   | 1  | 3 | 5 | 004:150 | −11   | 05     |
| 43. | EC Flamengo (PI)             | 9   | 1  | 2 | 6 | 009:180 | −9    | 04     |
| 44. | Maranhão AC                  | 9   | 0  | 4 | 5 | 003:140 | −11   | 04     |

| (M) | Meister des Vorjahres |